# Valle de Josafat
El Valle de Josafat se menciona en la Biblia en un pasaje del libro de Joel (Jl 3:2 y 12).

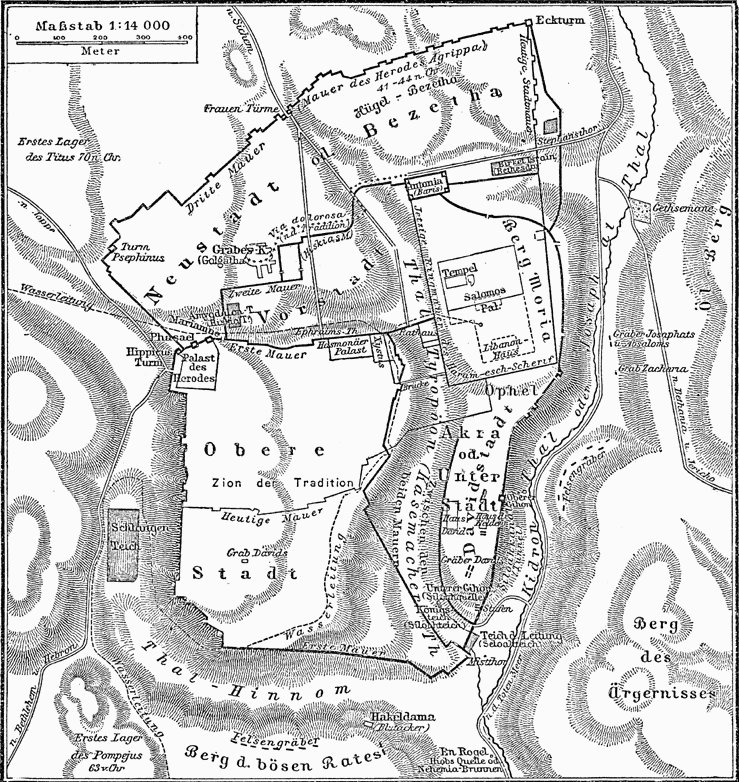
En este mapa histórico de la ciudad de Jerusalén, el valle de Cedrón atraviesa el lado derecho de la vieja ciudad.

Se trata de un valle en el desierto de Tego, en la zona de Khirbet Berêkût, que era conocido entre los hebreos como êmêq Berâkâh, algo así como "valle de bendiciones". 
Se asocia al valle donde el rey Josafat venció a la coalición de los reinos de Moab, Ammón y Edom.
Allí sitúa el profeta el juicio de Yahvéh contra los gentiles, al final de los días, tras la restauración de Judá. De hecho Josafat, Yeho-shaphat, significa "Yahvéh ha juzgado" o "Juicio de Yahvéh".
Es posible que el Valle de Josafat corresponda con una parte del Valle de Cedrón.

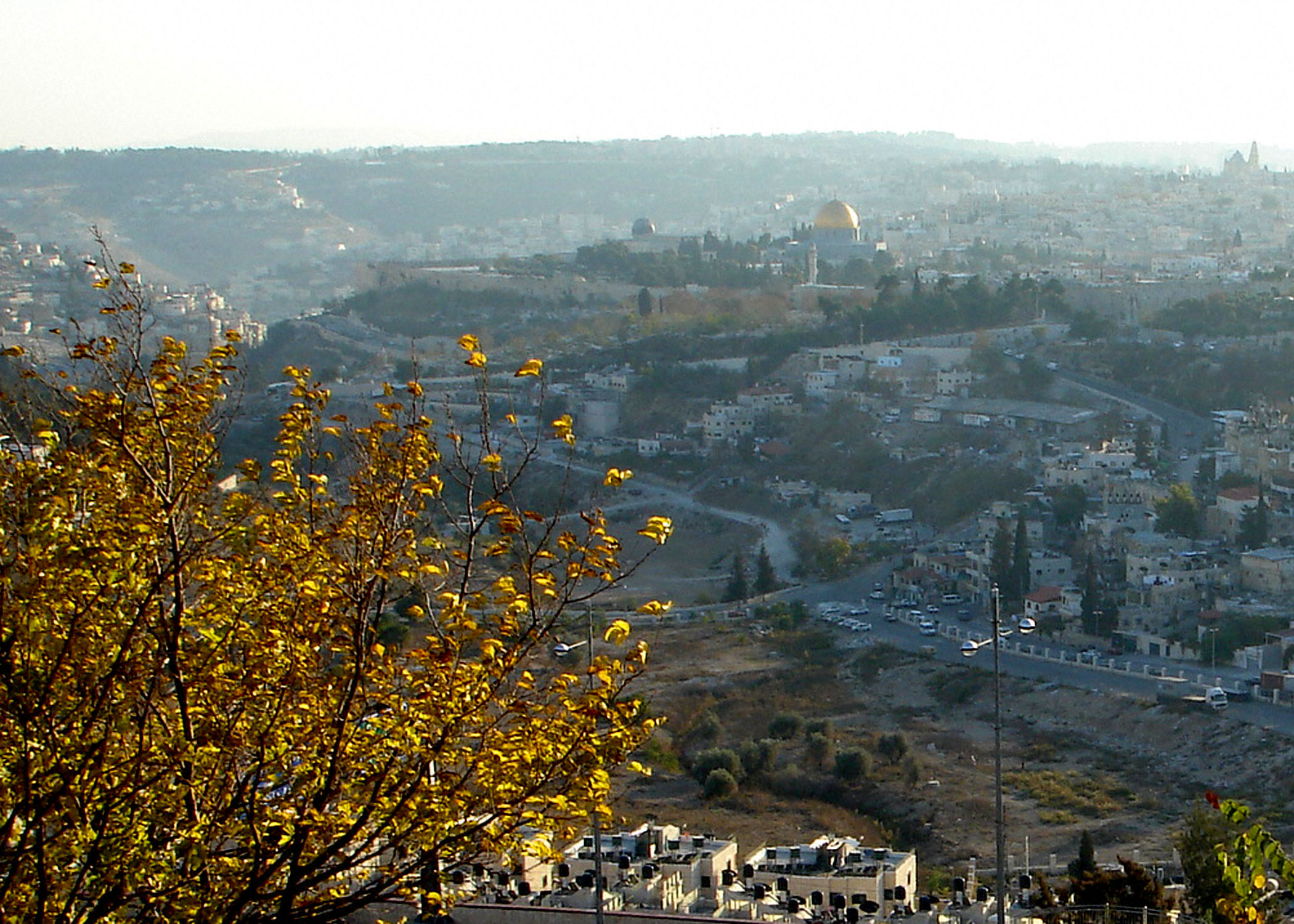
Vista de la Antigua Jerusalén desde el monte Scopus, a través del valle de Cedrón.
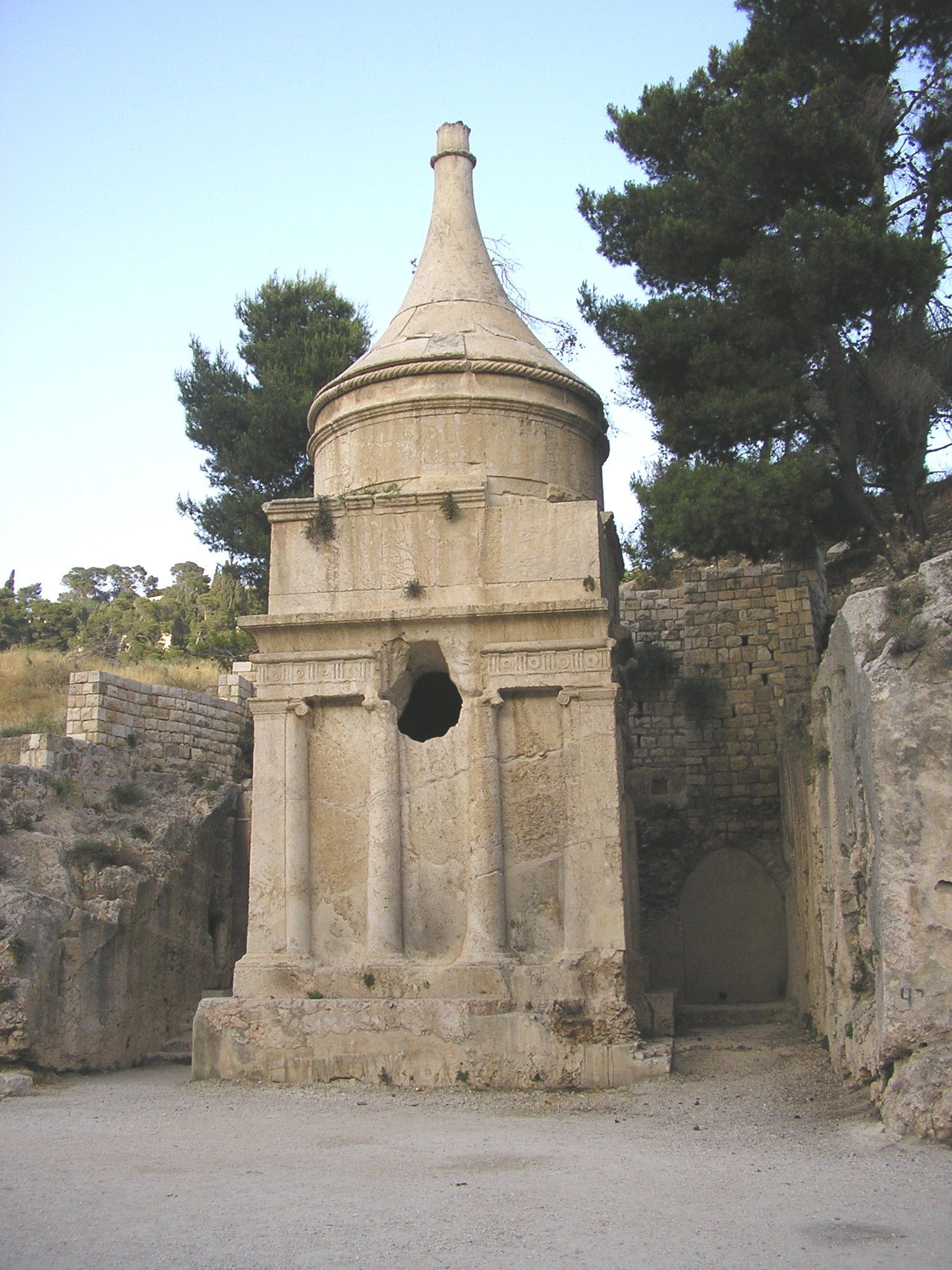
Tumba de Absalom.

## El valle de Josafat en la cultura popular
En la cultura popular occidental aparece reflejado en varias leyendas, en muchas ocasiones macabros desfiles de almas que se dirigen hacia el valle de Josafat en espera de su juicio. Como por ejemplo la Santa Compaña.
Era fórmula extendida en el siglo XIX despedirse en las cartas "Hasta el Valle de Josafat", indicando el momento del Juicio final en el que las almas se encontrarían.
El venerable Beda señaló que san José fue enterrado en el Valle de Josafat.